# Ancistrus lineolatus
Ancistrus lineolatus är en fiskart som beskrevs av Fowler, 1943. Ancistrus lineolatus ingår i släktet Ancistrus och familjen Loricariidae. Inga underarter finns listade i Catalogue of Life.